# Couche-culotte
Pour les articles homonymes, voir couche.
La couche-culotte est une sorte de sous-vêtement conçu pour recueillir les selles et l'urine de son porteur. Elle est généralement utilisée pour les bébés et des personnes âgées, mais peut aussi être employée dans des contextes spécifiques (par exemple, depuis les années 1960 pour des sujets souffrant l'incontinence urinaire et/ou fécale).
Pour les nouveau-nés, la couche-culotte, apparue au milieu du XXe siècle en Occident tend à remplacer les langes précédemment utilisés.
Jetable ou lavable, la couche-culotte est constituée de deux parties distinctes :
- une partie absorbante (grains de polymères superabsorbants qui ont remplacé la cellulose utilisée jusque dans les années 1980) et de cristaux anhydres (ou gel) pour les versions jetables, et de tissus de coton, de bambou ou de chanvre pour les versions réutilisables ;
- une partie imperméable constituée de matériaux plastiques, ou pour les versions réutilisables de tissu enduit de polyuréthane, de polyester ou de laine vierge.

## Histoire

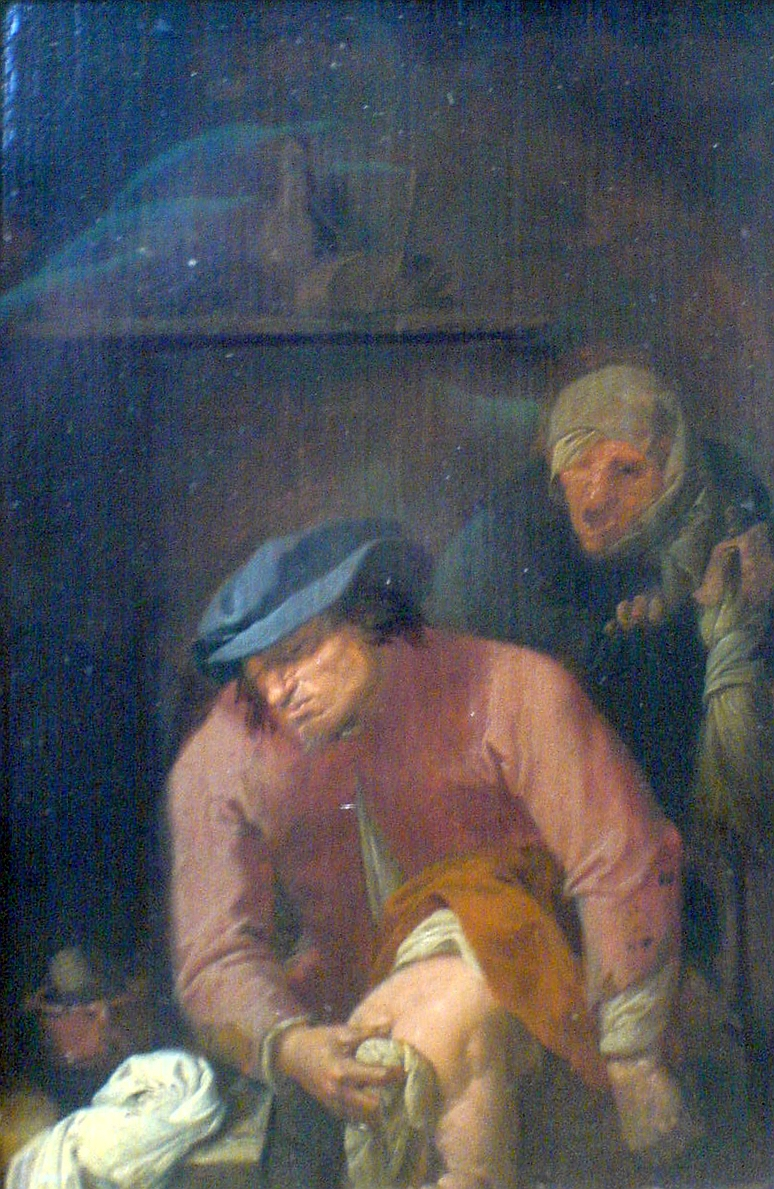
Unangenehme Vaterpflichten [Une tâche déplaisante pour le père] par Adriaen Brouwer (1631).

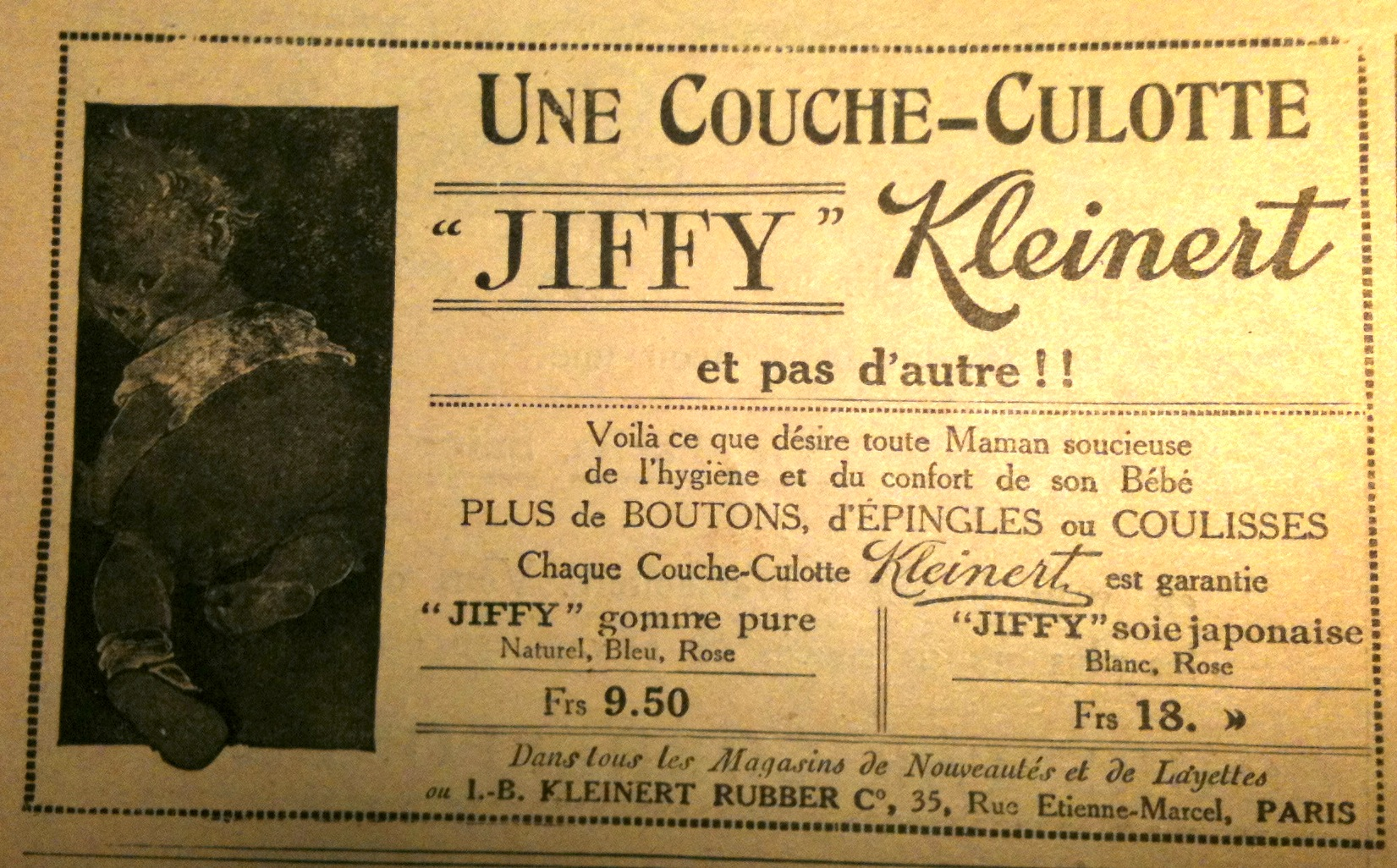
Publicité parue en France pour les couches-culottes Jiffy Kleinert (1923).

Le principe des langes, d'un linge en tissu destiné à séparer le fessier d'un habit (culotte, pantalons, dessous, etc.) pour en éviter la souillure remonte sans doute aux débuts des Temps modernes. Ce linge, fabriqué à partir de fibres de lin, était, une fois souillé, lavé et réutilisé. Cet usage va cohabiter à partir des années 1950 avec un nouveau produit, la couche-culotte jetable.
La couche-culotte spécifiquement destinée aux nourrissons apparaît en 1887 aux États-Unis, elle est due à Maria Allen, qui produit des couches insérées dans un vêtement. Une autre invention est celle de l'épingle à nourrice qui, produite en série à partir des années 1870-1880 permet de maintenir la couche sans risque de blesser l'enfant. En Europe et en Amérique du Nord, où cet usage se popularise, les matériaux utilisés sont désormais le coton et son dérivé de mousseline, ainsi que le papier de riz, fin, résistant et absorbant. Dans les années 1920, une marque comme I.B. Kleinert Rubber produit pour toute l'Europe la gamme Jiffy qui comprend la couche en elle-même, insérée dans une culotte recouverte d'un matériau en caoutchouc permettant l'étanchéité et disposant d'une ceinture élastique. En français, l'expression apparaît dans le dictionnaire, dans son sens actuel, en 1929. On note également que sont proposées dans certains catalogues de vente britanniques dès les années 1930 des « couches-culottes jetables » à base de cellulose et de coton, par exemple chez Robinsons and Sons (of Chesterfield).
En 1944, Hugo Drangel, un employé de la société papetière suédoise, la Pauliström, crée la première couche contenant fibres et tissus recyclés ayant un pouvoir absorbant, sans toutefois convaincre : la matière une fois humide avait tendance à irriter la peau de l'enfant et à former des boules compactes et dures.
En 1949, Valerie Hunter Gordon (1921-2016), petite-fille de l'inventeur Sebastian Ziani de Ferranti, propose à la société Robinsons and Sons, le concept de la première couche-culotte jetable composée à partir de matériaux stérilisés et la gamme Paddi Pads est lancée dans la foulée. La gamme Paddi Pads est leader sur le marché mondial jusqu'en 1960. Elle comprend au départ des boutons à pression et des renforts en fibre de nylon pour le maintien, ainsi qu'une glissière pour l'épingle de sûreté : seul le pad (la serviette) en question est jetable, l'enveloppe-culotte est réutilisable. Une nouvelle gamme fut ensuite lancée dans les années 1950, totalement jetable.
En 1957 un modèle concurrent est mis au point par Victor Mills (employé de Procter & Gamble). Le début de la généralisation des couches à usage unique a selon Procter et Gamble commencé dans les années 1960. « Les toutes premières couches étaient constituées de cellulose comme principal matériel absorbant, de non-tissé synthétique côté peau et d'un feuillet extérieur plastique pour empêcher les fuites ». Sur ce principe, la gamme Pampers est lancée à grande échelle en 1961 en Amérique du Nord puis en Europe. Les bandes adhésives remplacent ensuite les épingles de sûreté et les boutons pression dans les années 1970. En France, la gamme Peaudouce apparaît en 1971 mais les Frères Willot, qui rachetèrent la marque, avait proposé des couches en cellulose dès 1963.
La ouate de cellulose qui constituait le matériau absorbant de la couche jetable des années 1980 est ensuite remplacées par des couches contenant des polymères super-absorbants, et depuis 1990, la couche est dite « microaérées » ou  « respirantes », ce qui a selon Procter et Gamble (2007), « diminué l'incidence et de la sévérité de l'érythème fessier, contribuant ainsi à la santé du siège du nourrisson et jeune enfant ».
Dans les années 1990, conscient du coût, du caractère non soutenable de la production de couches jetables (gaspillage de ressources et volume de croissant de déchets généré par les couches-culottes jetables)..., des associations et entreprises, « s'inscrivent à contre-courant du marché du confort et de la praticité sur lequel s'appuie l'industrie du jetable » avec notamment les couches jetables bio qui ont été l'une des réponses au double contexte des efforts de prévention des déchets, et des alertes sanitaires relayées par le magazine 60 millions de consommateurs (2017) et un rapport de l'Agence nationale de sécurité sanitaire de l'alimentation, de l'environnement et du travail (Anses, 2019) recommandant d'améliorer la sécurité sanitaire des couches pour bébé.
Le marché des couches jetables a tendance à augmenter fortement en Chine depuis une vingtaine d'années.[réf. souhaitée]. an.

## Utilisations, statistiques
Les couches-culottes sont prioritairement portées par les enfants en bas âge, non entraînés à la propreté ou souffrant d'énurésie nocturne. Pour les pour adultes, voir l'article dédié : Couches pour adultes.
Certaines personnes (infantilistes, fétichistes des couche-culottes) les portent par plaisir, confort, recherche émotionnelle ou gratification sexuelle.
Selon l'Anses, en France, vers 2020, tous âges confondus, plus de 4 millions de personnes sont concernées par l'incontinence urinaire.

## Avantages/inconvénients
Des points de vue économiques, environnementaux, de santé ou en termes de gestion des déchets, la couche culotte présente des avantages et inconvénients :

### Avantages
Ces couches, faciles à changer et à jeter, adaptées à la croissance de l'enfant sont pratiques à utiliser au quotidien, dont lors des sorties, leur capacité d'absorption des liquides réduit le risque d'irritation cutanée. Dans les pays riches, elles sont largement disponibles dans le commerce, en différentes tailles et marques.

### Inconvénients
Outre leur coût sur la durée (notamment pour les familles nombreuses), elles ont une empreinte écologique, énergétique et climatique importante, car leur fabrication et élimination nécessite de nombreuses ressources carbonées et/ou pas ou peu renouvelables, et génère des déchets difficiles à traiter. Dans la nature, leur décomposition est très lente, polluant les sols et les océans. Certaines couches jetables contiennent des substances chimiques potentiellement irritantes pour la peau des bébés, tout particulièrement pour les prématurés, en particulier ceux dont le poids la naissance est très faible, qui « ont une mauvaise barrière cutanée avec peu de couches cornées et de protéines défectrices déficientes. Ils présentent un risque accru de lésions cutanées, une plus grande perméabilité aux agents exogènes et à l'infection » (durant plusieurs semaines à plusieurs mois, alors que chez un nourrisson né à terme, la barrière cutanée est aussi fonctionnelle que chez un adulte sain dès la naissance souvent, ou dans les 2 à 4 semaines qui suivent), à condition qu'il n'y ait pas de contact prolongé (macération) avec de la matière humide (urine, féces liquides) ;

#### sécurité sanitaire
- tant que l'ombilic n'est pas tombé, la couche ne doit pas recouvrir le nombril et le reste de cordon ombilical[10];
- chez le bébé de sexe masculin, elles entrainent une température du scrotum anormalement haute (environ un degré Celcius de plus, susceptible d'affecter le développement du testicule et la fertilité à long terme) ;
- Bien qu'absorbantes, elles peuvent contribuer à l'apparition d'érythèmes fessiers si elles ne sont pas changées très régulièrement[5].

En France, après avoir rendu un avis (Anses, 2018) sur les protections intimes féminines et avant un autre avis sur les couches pour adultes, l'Anses a produit un avis sur les couches à usage unique pour bébé, dans lesquelles ont été retrouvé des substances chimiques préoccupante, réglementées ou non, susceptibles de poser problème en particulier « par contact avec la peau et les muqueuses de la sphère urogénitale ».

## Principaux fabricants, lobbying
Les principaux fabricants de couches-culottes jetables sont Procter & Gamble (Pampers), Kimberly Clark (Huggies) et  Svenska Cellulosa Aktiebolaget (ex-Peaudouce, Lotus Baby). On retrouve également des fabricants en marque blanche à destination de la grande distribution qui les vendent sous leurs marques.

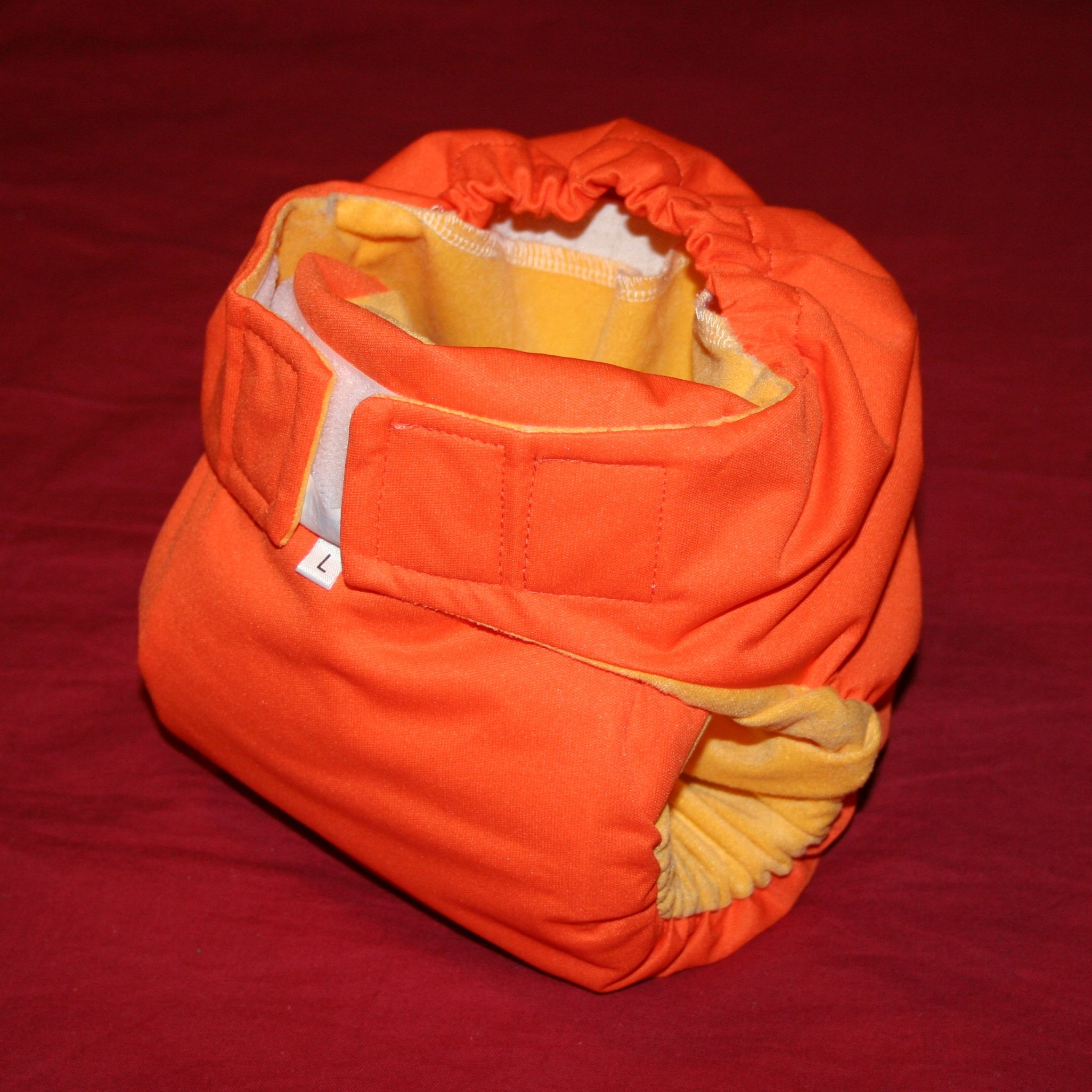
Couche-culotte lavable pour bébé.

En France, le lobby qui défend les fabricants de couche est le Groupement français (syndicat professionnel) des fabricants de produits à usage unique pour l'hygiène, la santé et l'essuyage (dit GROUP'HYGIENE, créé en 1971, qui regroupe des fabricants tels qu' Abena Frantex  – Celluloses de Brocéliande  – CGMP  – Doulux  – Essity  – Global Hygiène  – Johnson & Johnson SBF  – Kimberly Clark  – Kolmi-Hopen  – Le Nappage  – Metsä Tissue  – Mölnlycke HealthCare  – MP Hygiène  – Lucart sas  – Ontex France  – Ontex Santé France  – Papeco  – Paul Hartmann  – Prochimie  – Procter & Gamble France  – Silf  – Sipinco  – Sofidel France  – Wepa France). En Europe c'est l'European Disposables And Nonwovens Association (EDANA) qui regroupe les entreprises du non-tissé, défend leurs intérêts, et leur propose certaines recommandations que les industriels adhérents s'engagent à suivre.

## Couches lavables
Les couches lavables utilisées depuis les années 2000 sont constituées des éléments suivants :
- la partie culotte est munie d'un revêtement imperméable. Elle peut être constituée de PUL (polyuréthane laminé ou enduit) et d'élastiques à la taille et aux cuisses, ou être en fibres naturelles sans plastique grâce à la laine.
- les absorbants ne se limitent pas aux langes en coton mais peuvent être en chanvre, microfibre, bambou. Ils peuvent être sous la forme de rectangle de la taille de l'entrejambe, ou d'un carré de tissu à plier.
- un voile lavable ou jetable se place entre la partie absorbante et la peau du bébé, pour recueillir les selles.

Ces différents éléments peuvent être cousus ensemble (couches tout en un) ou séparés (couches tout en deux, tout en trois). Les manipulations pour préparer les couches et lors du change sont alors légèrement différentes : une couche tout en un aura été préparée à l'avance et se met sans manipulation lors du change. Si les parties imperméables et absorbantes sont séparées, il est possible d'utiliser plusieurs fois la culotte avant lavage, et de ne changer que l'absorbant.
Les couches lavables produisent peu de déchets par rapport à leurs homologues jetables. Selon l'Ademe,, les couches lavables peuvent toutefois avoir un impact écologique comparable à celui des couches jetables, principalement dû à l'étape de lavage, qui consomme de l'eau, de l'énergie et des détergents. Cet impact peut cependant être fortement réduit grâce à certaines "bonnes pratiques" d'utilisation (lavage à 60 °C, séchage à l'air libre, réutilisation pour plusieurs enfants, etc.), qui rendent alors les couches lavables avantageuses par rapport à leurs analogues jetables.
Cette étude datant de 2005 a été remise en question en 2023 par le DEFRA. Le DEFRA est l'équivalent en Angleterre de l'ADEME.
Cette étude d'envergure reconnait officiellement  les bienfaits des couches lavables pour l'environnement par rapport aux couches jetables.
L'étude ACV (Analyse du cyclé de Vie des couches et produits jetables et réutilisables)a été publiée en 2023 au Royaume-Uni par le DEFRA.
- Couches jetables = 25% + de CO2 que les couches lavables
- Production des couches jetables = impact supérieur à plus de 90 % par rapport à une couche lavable
- Production des couches jetables =  98 % en plus de ressources utilisées
- Fin de vie des couches jetables = impact 9 fois plus élevé que les couches lavables

Pour faciliter l'utilisation des couches lavables, on voit désormais apparaitre des services de location et accompagnement comme L'Atelier des Langes. Le principe est simple, il suffit de souscrire un abonnement pour recevoir un lot de couche à domicile et bénéficier d'un accompagnement personnalisé. Les solutions sont disponibles pour les particuliers et pour les crèches. Des services de location avec lavage se développent également doucement pour permettre d'utiliser les couches lavables sans la contrainte du lavage.
Il existe également une association qui fédère les acteurs de la couche lavables : Le Réseau Couches Lavables.

## Composition des modèles jetables
Les couches culottes jetables sont constituées de 4 strates de matériaux. Elles sont maintenues entre elles à l'aide de colles chimiques.
De l'intérieur vers l'extérieur : un textile non tissé, un rembourrage, des cristaux anhydres, un tissu extérieur.
Selon une étude de l'ANSES publiée en janvier 2019, qui ne précise pas quels modèles sont concernés, "des substances chimiques dangereuses" ont été retrouvées dans les couches vendues sur le marché français.

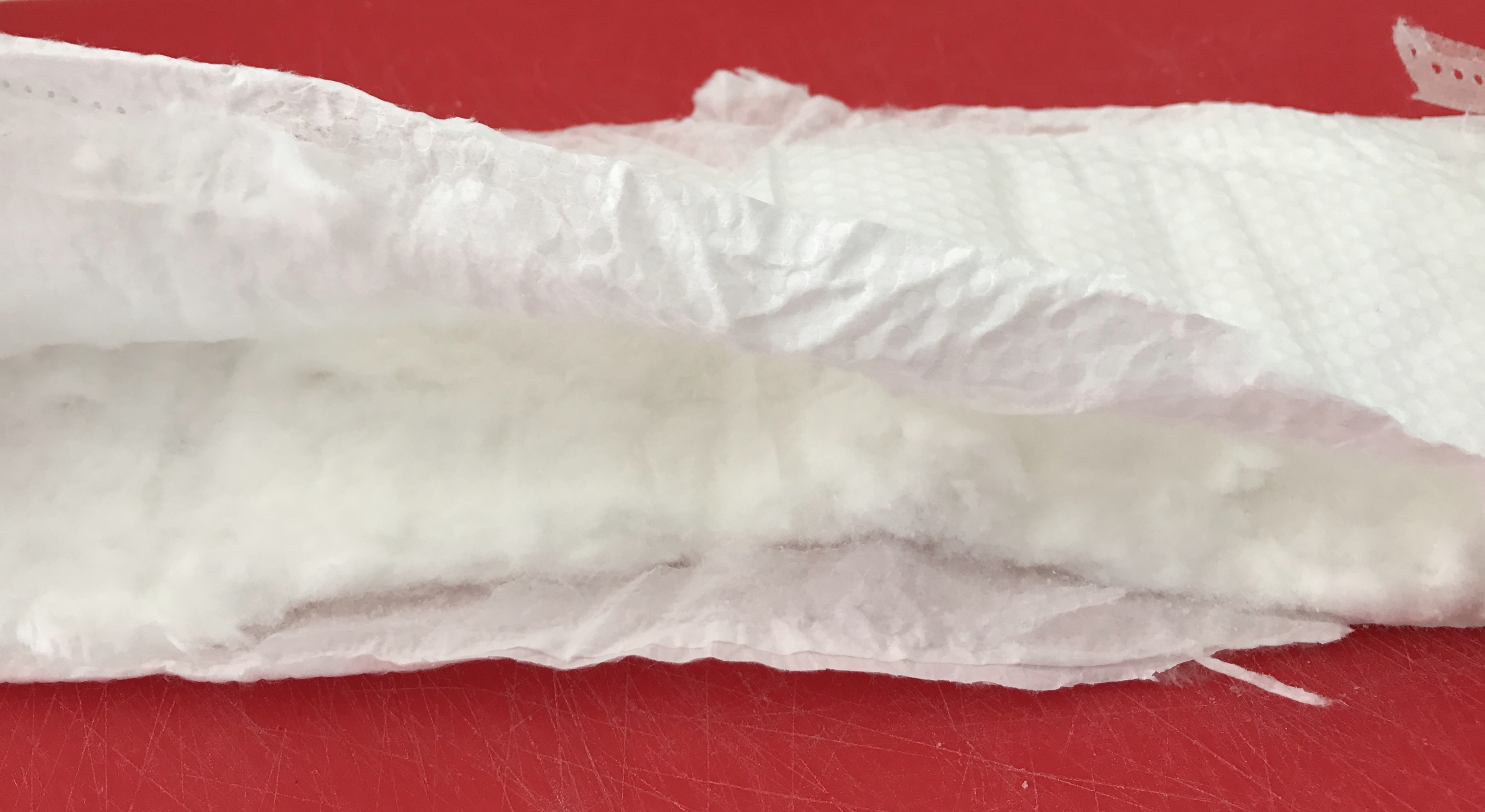
Vue éclatée de la couche-culotte avec de haut en bas : la pièce de textile non tissé en contact avec l'enfant, au milieu le rembourrage, à l'extérieur le film imperméable.

### Textile non tissé
La pièce en textile non tissé est faite à base de fibres synthétiques. En contact avec la peau du porteur, son but est d'améliorer le confort et de recueillir les selles et l'urine tout en drainant le liquide vers le rembourrage.

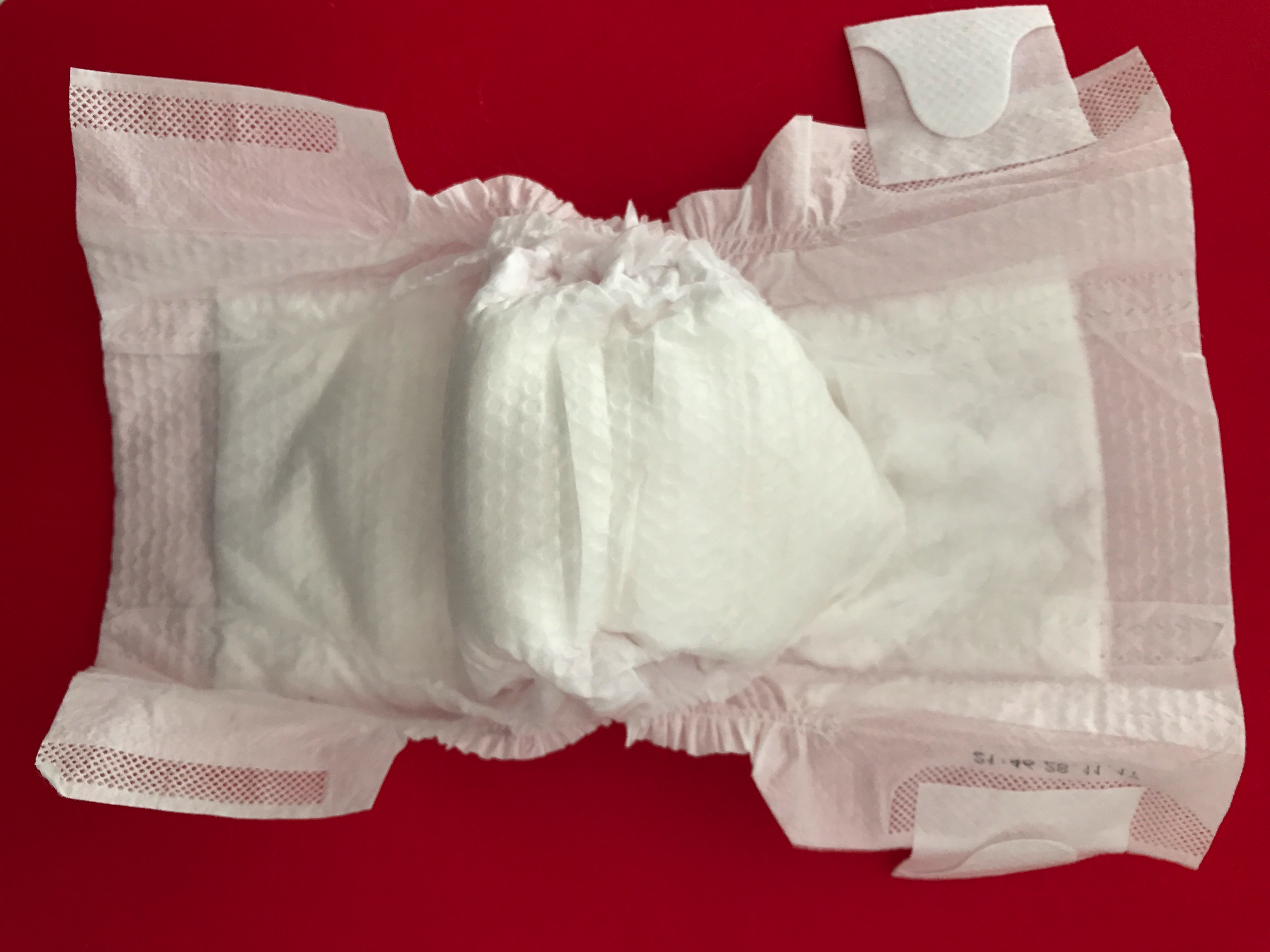
Couche-culotte vue de l'intérieur en entier
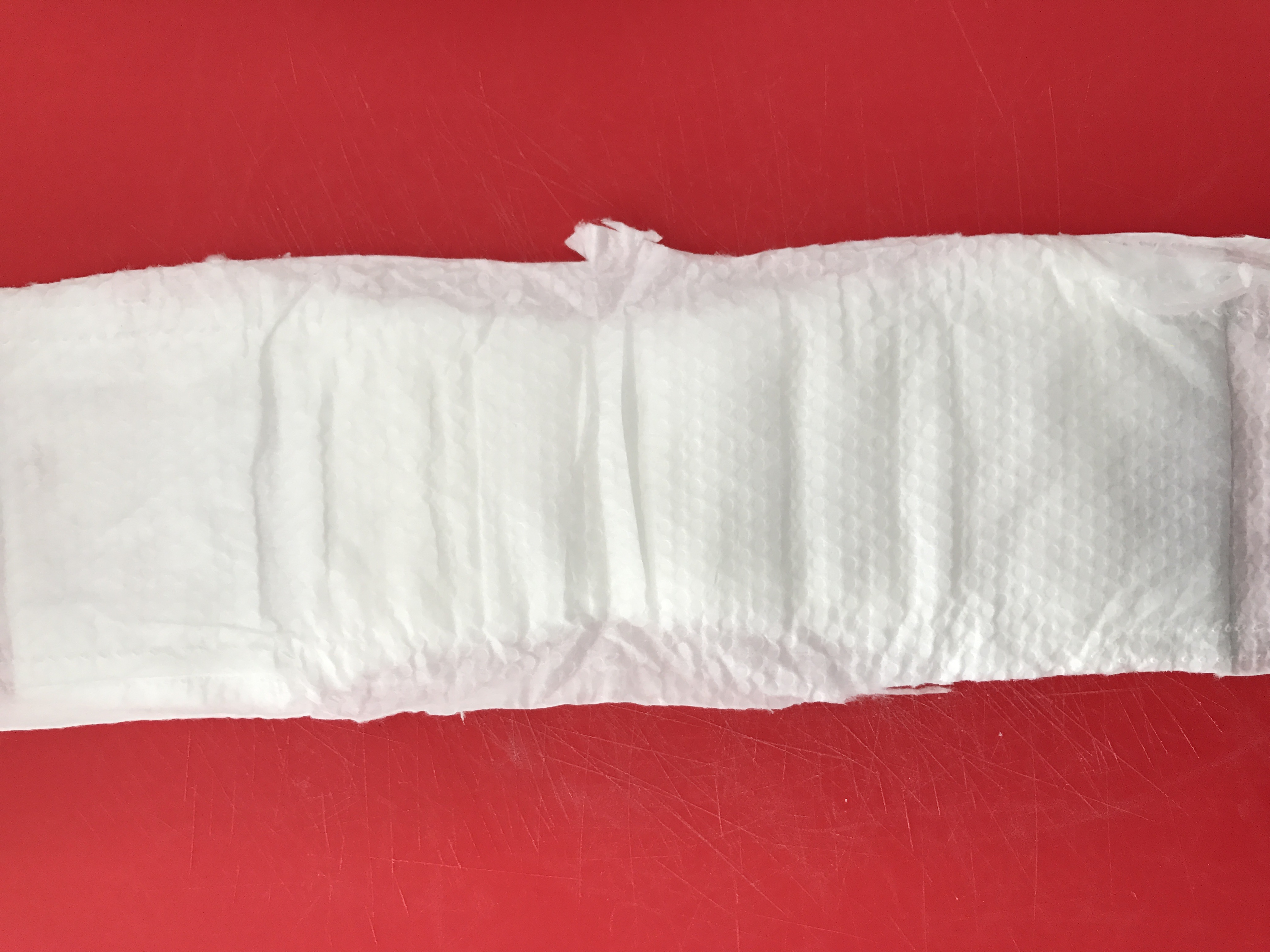
Couche-culotte vue de l'intérieur, sans les fronces et système  d'attache
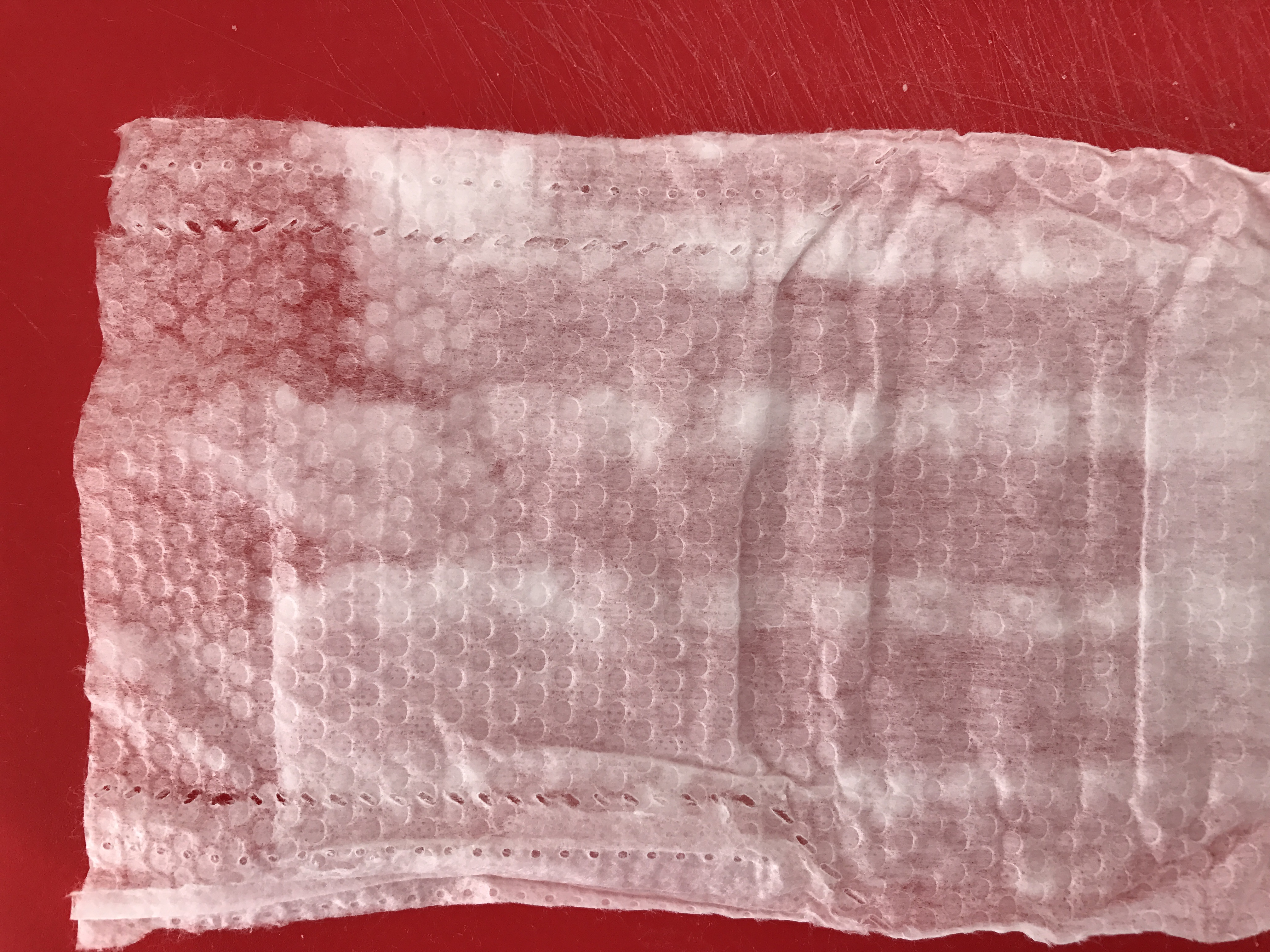
Tissu non tissé en contact avec le bébé, traces de colle (bandes)
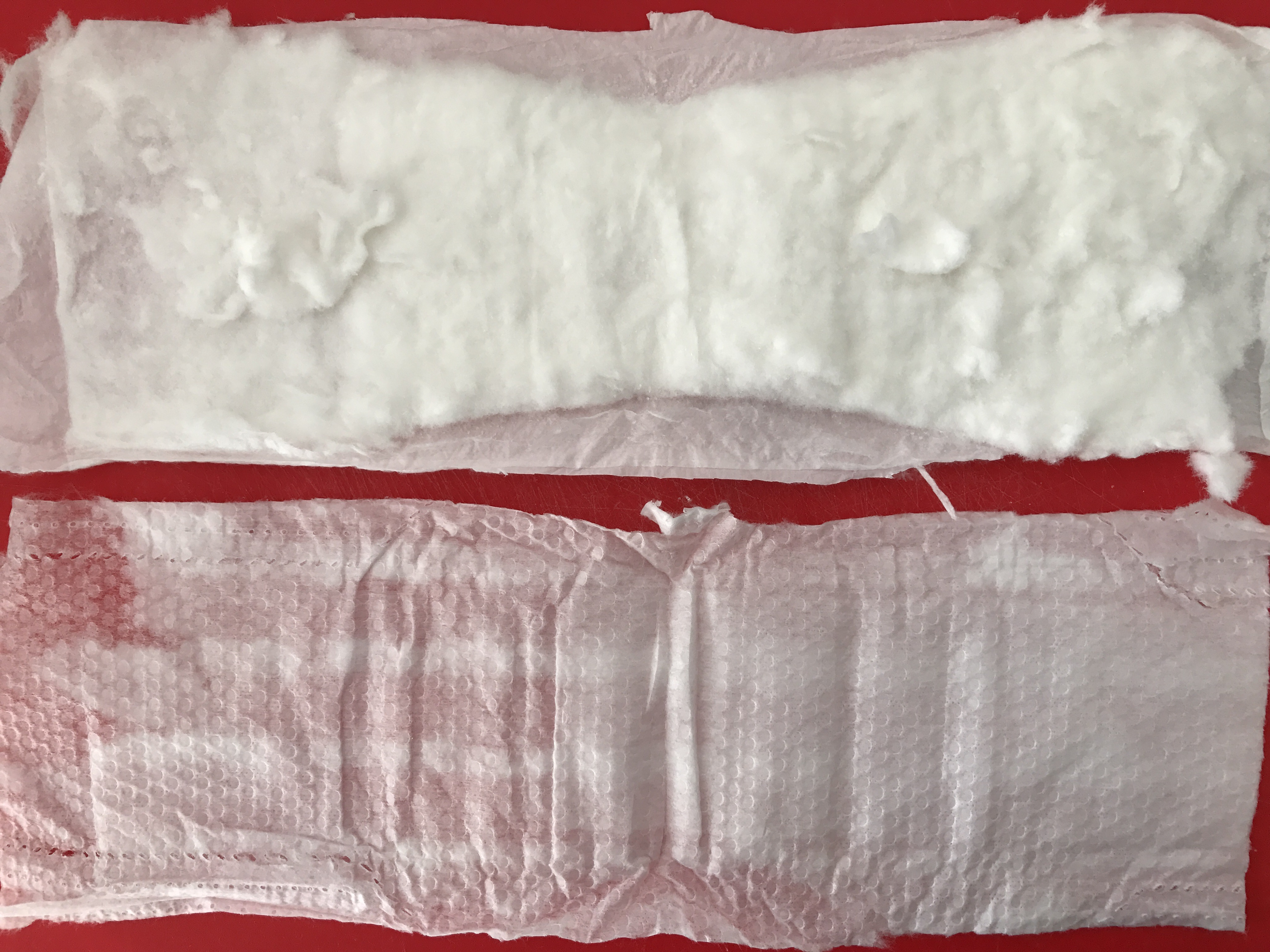
Couche-culotte, tissu non tissé en contact avec le bébé (en bas) et le rembourrage de drainage (en haut)

### Rembourrage
Le rembourrage est constitué de fibres de cellulose. Cette strate draine le liquide depuis la pièce en textile non tissé vers les cristaux anhydres. Le rembourrage évite le contact entre la peau et les cristaux transformés en gel sous l'action du liquide contenu dans l'urine et les selles.

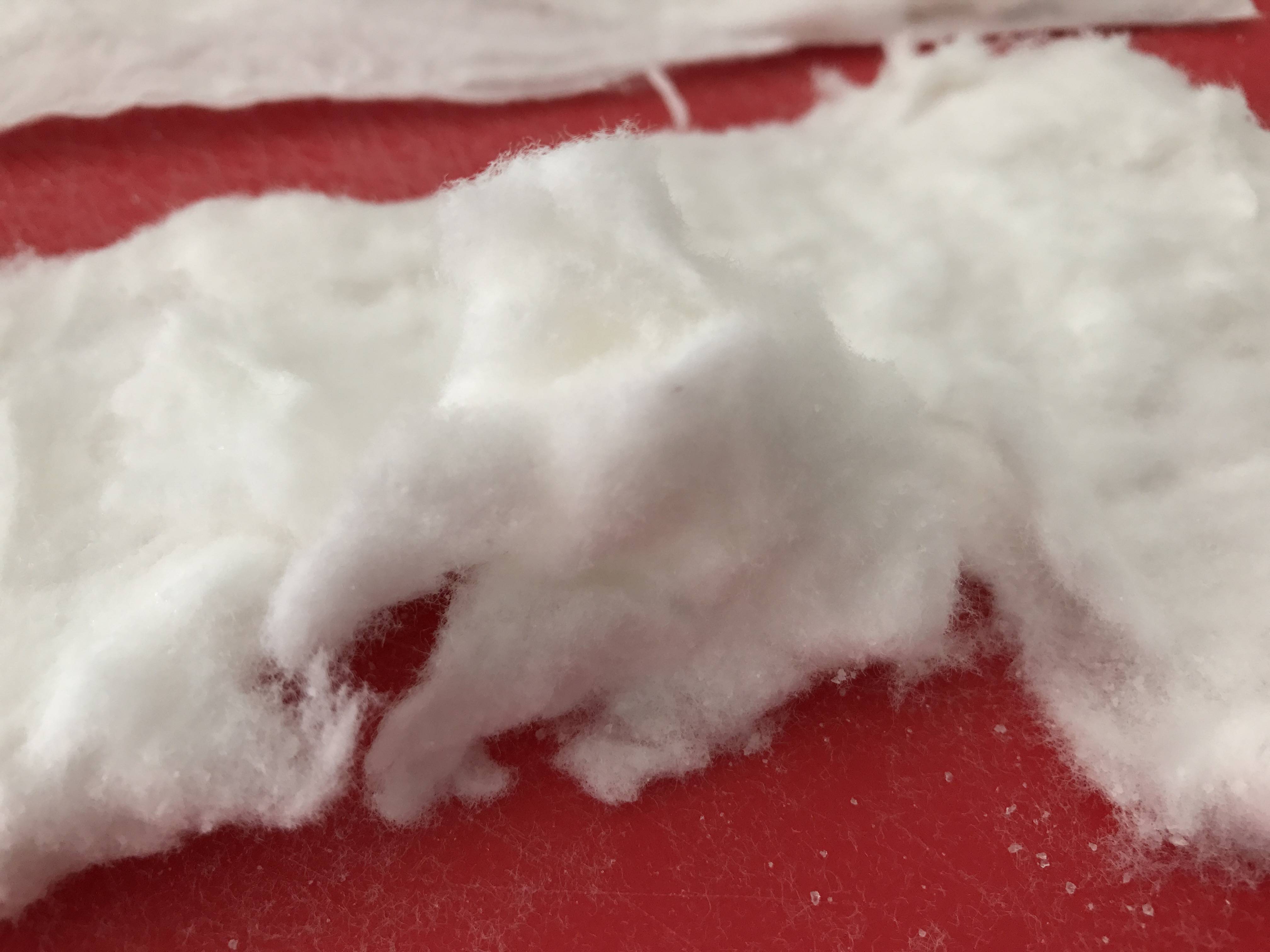
Vue de détail du rembourrage.

### Cristaux anhydres — gel
Le troisième composant est le plus technologique : il s'agit de cristaux anhydres qui se transforment en gel une fois hydratés. La taille des cristaux secs est comprise entre celles des grains de sel de table et de sucre. Ils sont capables de retenir jusqu'à 400 fois leur masse en eau.

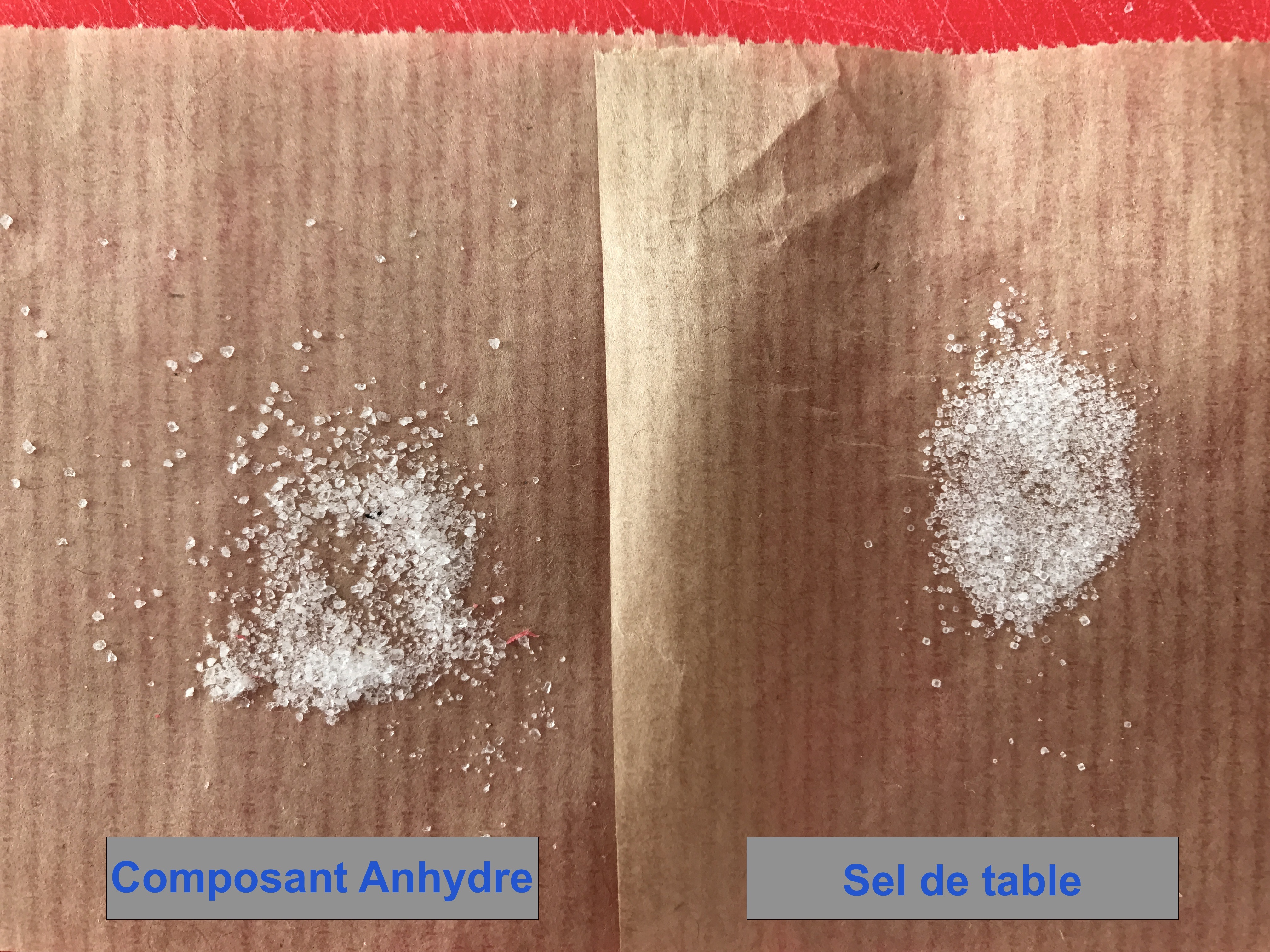
Comparaison de la taille des cristaux du composé anhydre et du sel de table.
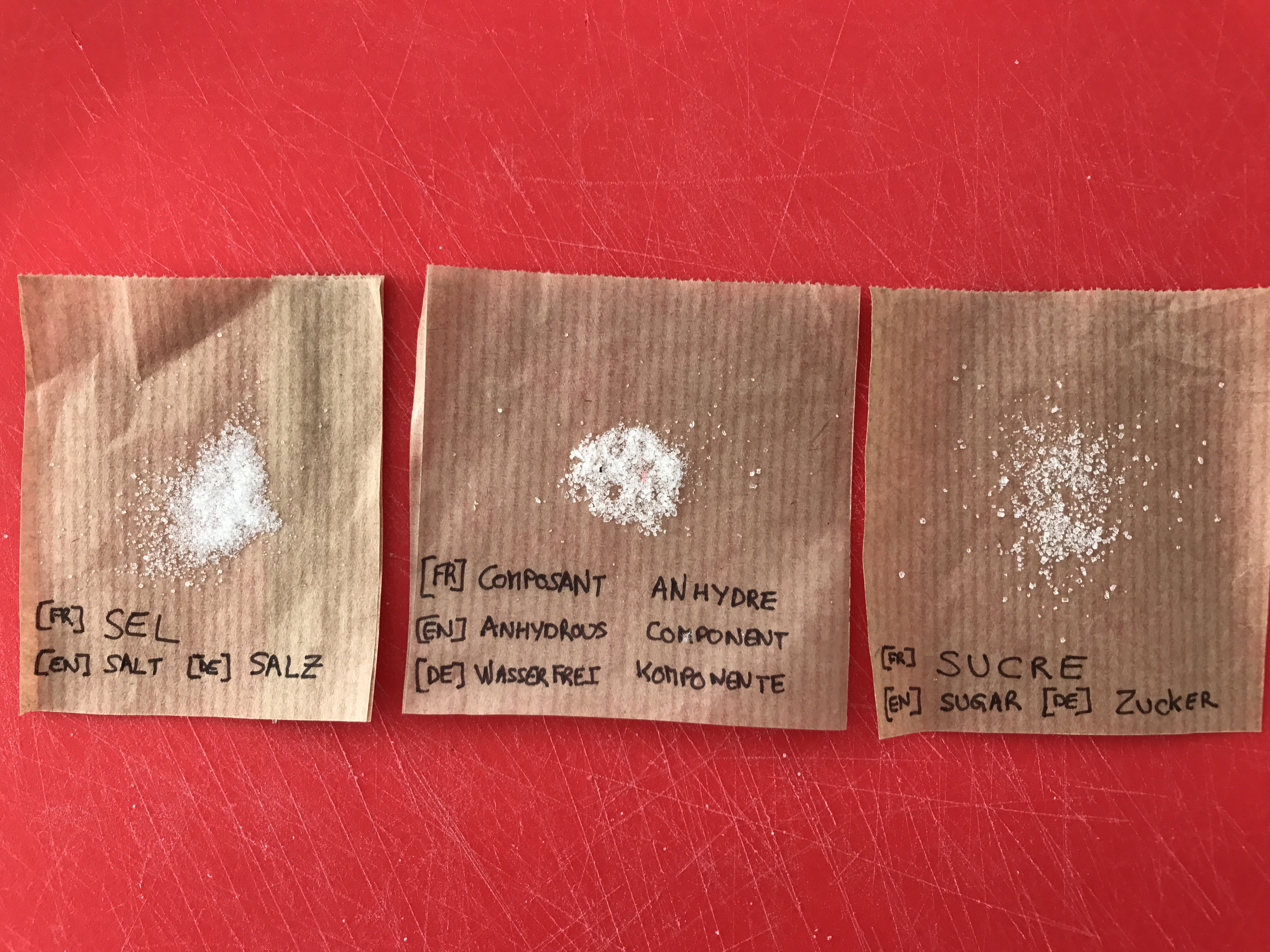
Comparaison de la taille des cristaux du composé anhydre (centre), du sel de table (à gauche) et du saccharose (à droite).
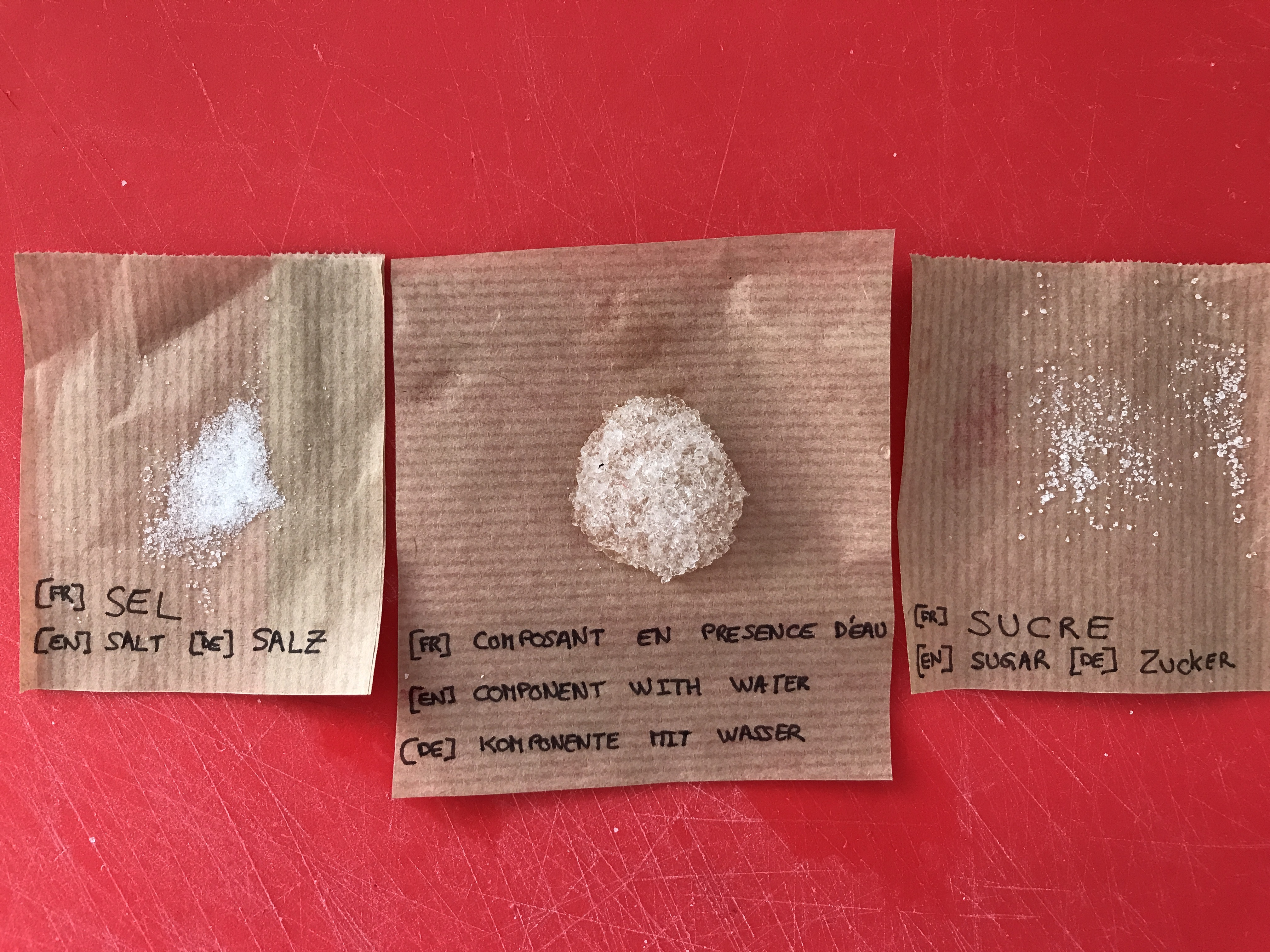
Les cristaux se sont transformés en gel (30mL d'eau)
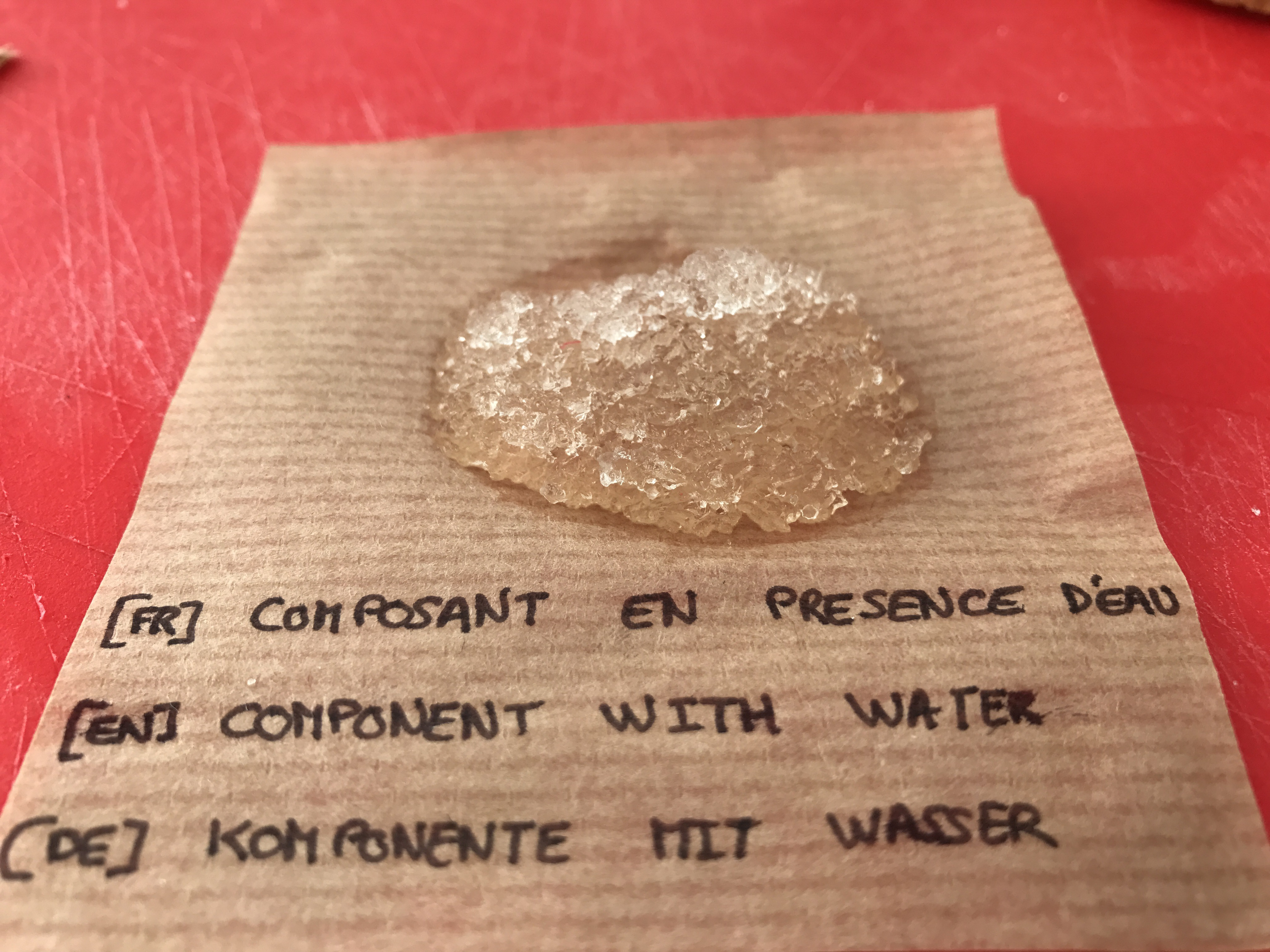
Avec 40 mL d'eau, les cristaux se transforment en gel et sont quasiment saturés (cristaux encore blancs). Les cristaux devenus saturés sont transparents.

### Film extérieur
Le film extérieur est au contact des cristaux anhydres (ou du gel). Il est fabriqué en plastique.
Les accroches repositionnables et extensibles ainsi que les fronces permettent au change d'être au mieux ajusté (hanche, cuisses, aine) et garantissent l'imperméabilisation de la couche-culotte ainsi que son confort.
Le change est également pourvu d'un indicateur d'humidité, généralement une bande qui change de couleur, qui permet aux parents (ou soignants) de savoir si la couche est usagée sans avoir à l'ouvrir.
Certains modèles incorporent également une bande autocollante à l'extérieur pour maintenir la couche fermée une fois qu'elle a été changée.

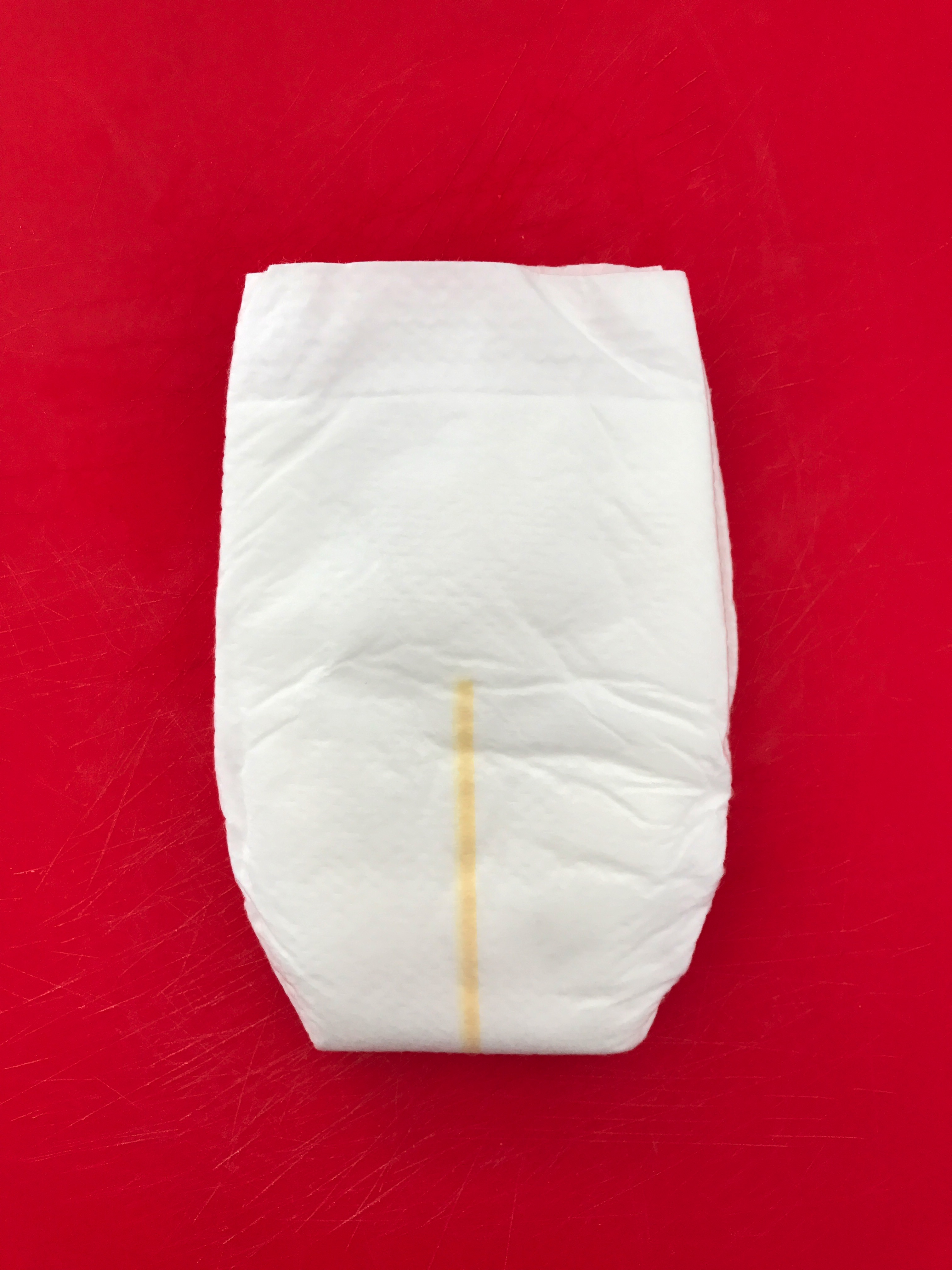
Couche-culotte vue de l'extérieur. L'indicateur d'humidité est jaune.
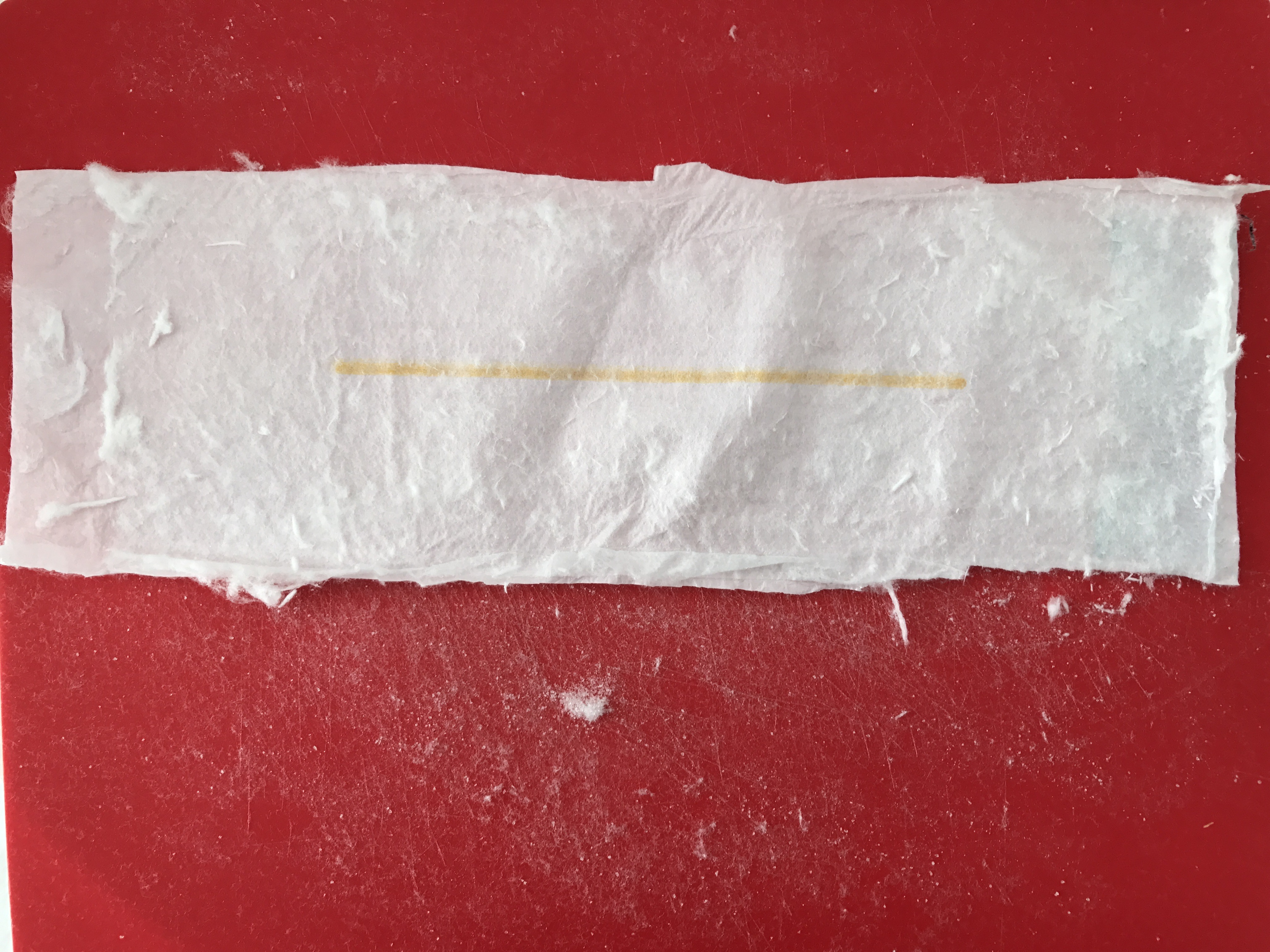
Film extérieur vu depuis l'intérieur de la couche où sont collés des cristaux anhydres. L'indicateur d'humidité est jaune.
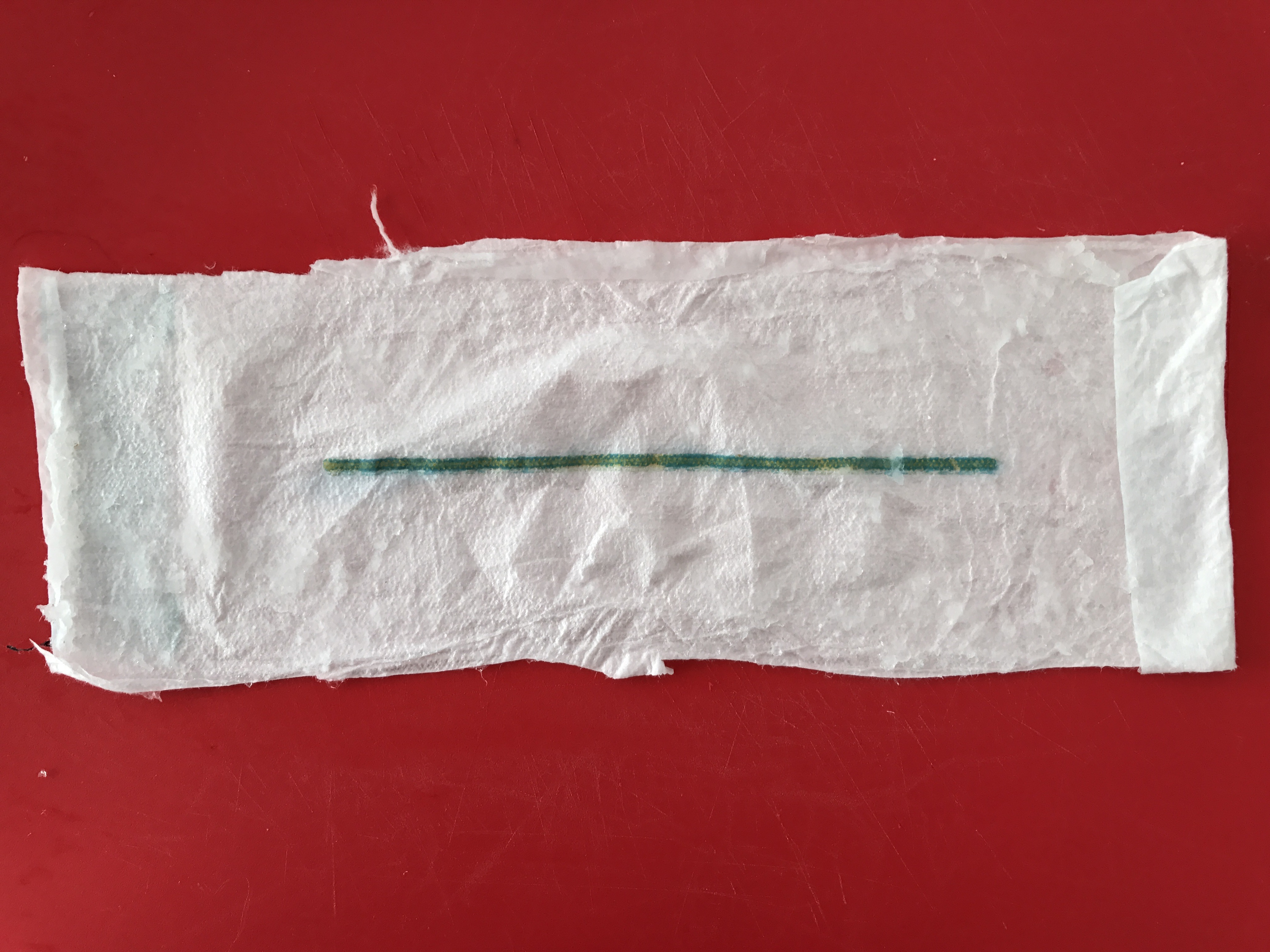
Film extérieur imperméable de la couche-culotte en présence  d'eau : le marqueur vire au vert. Vue de l'intérieur depuis la couche.
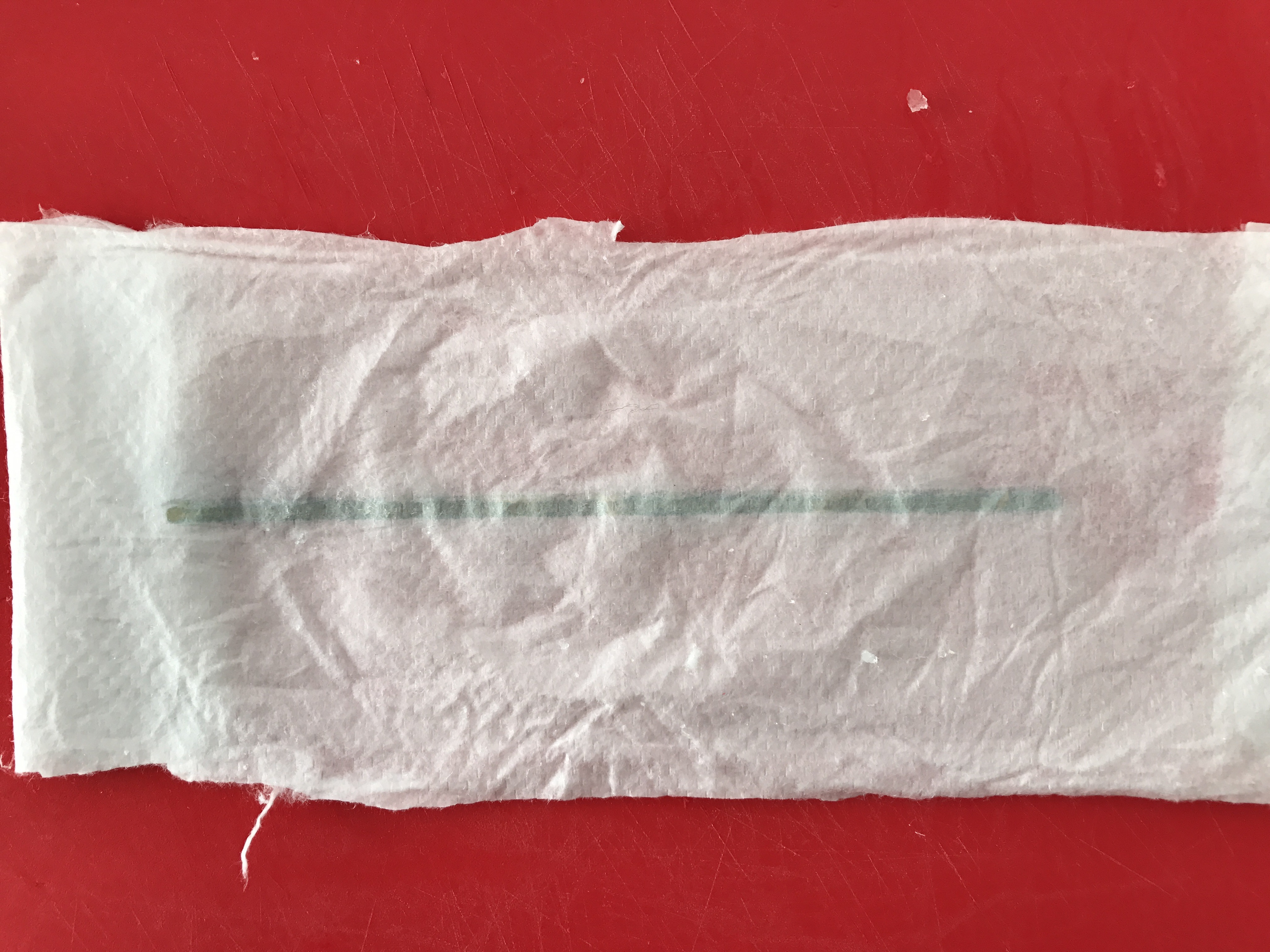
Film extérieur vu depuis l'extérieur de la couche qui sera au contact des vêtements. L'indicateur d'humidité a viré au vert.

## Couches culottes écologiques
La couche culotte écologique est apparue à la suite de nombreux scandales sur la présence de substances toxiques dans de nombreuses couches proposées à la vente, (la réglementation n'oblige pas les sociétés à publier la composition des couches ou à rendre public le processus de fabrication).
Dans les années 1990, Moltex est le premier à proposer des couches écologiques.  De nombreuses marques ou sociétés, à l'instar de  Lotus baby, Joone se sont depuis lancés dans la fabrication et la vente de ces couches « bio » et informent sur la composition et la fabrication.